# 松田壽比古
松田 壽比古（まつだ としひこ、1889年（明治22年）- 1917年（大正6年）7月18日）は日本のキリスト教伝道者。内村鑑三に影響を受け、弟の松田享爾と共にその配下である黒崎幸吉に師事した。現在の岡山県真庭市出身。

## 経歴

### 生い立ち
1889年（明治22年）岡山県真庭郡美川村（現在の真庭市）に生まれる。弟に松田享爾がいる。また、同郷出身者に小出義彦がいる。旧制岡山県立高梁中学校（現在の岡山県立高梁高等学校）を経て、1912年（大正元年）旧制第六高等学校文科丙類に進学した。1915年（大正4年）7月同校を26歳で卒業後、東京帝国大学法科大学へ進学し、そこで内村鑑三と出会う。同じ頃、弟の享爾も東京にある旧制第一高等学校へ進学した。兄弟で熱心なキリスト教徒であったため、内村鑑三を師事して結成された無教会派の白雨会へ2人とも入会した。

### 白雨会入会後
白雨会に入会した後も、兄弟揃って熱心な布教活動を続けた。1916年（大正5年）7月14日、壽比古が大学2年生の時に、法学士として広島県庁へ出かけた。そこで、病を患い神奈川県平塚で療養することになる。同郷出身の小出義彦が心配して、壽比古のもとへ見舞いに行こうとしていた、そんな折、壽比古は高等文官試験を受けるため東京へ滞在していた。受験後、壽比古の容態が急変し、1917年7月18日に死去した。享年28歳。高等文官試験に合格していたため、順調にいけば、1年後の1918年に卒業となり官僚となる予定であった。